# Prämolarisation
Eine Prämolarisation ist eine Formbildungsstörung der oberen Eckzähne, seltener auch der Schneidezähne des bleibenden Gebisses.
Sie ist charakterisiert durch die Ausbildung eines palatinalen Höckers, der den Zahn in etwa die Form eines Prämolaren annehmen lässt. Sehr selten finden sich solche zusätzlichen Höcker an Unterkieferfrontzähnen oder auch vestibulär. Ist der palatinale Höcker in der mesiodistalen Ausdehnung schmal und krallenartig gebogen, wird er als „Krallenhöcker“ bezeichnet. 
Außer einer eventuellen kosmetischen Beeinträchtigung ist diese Anomalie normalerweise ohne Bedeutung, kann in seltenen Fällen aber zu Okklusionsstörungen führen.
Wird aus diesem Grunde der zusätzliche Höcker abgeschliffen, resultiert leicht die Freilegung der Pulpa (des Zahnmarks).
Krallenhöcker gelten als pathognomonisch (eine Krankheit kennzeichnend) für das Rubinstein-Taybi-Syndrom.
Die Prämolarisation ist nicht zu verwechseln mit der Prämolarisierung, einer Sonderform der Hemisektion.